# Xabier Kalparsoro Golmaio
Xabier Kalparsoro Golmaio, conegut informalment com a «Txato» i pel nom de guerra d'«Anuk», (Zumaia, 7 de desembre de 1966 - Bilbao, 26 de setembre de 1993) va ser un activista polític basc, militant de l'organització armada Euskadi Ta Askatasuna (ETA). El 24 de setembre de 1993 va ser detingut per la policia municipal de Durango i, segons la versió oficial, conduït a la Prefectura Superior de Policia espanyola de Bilbao, on va morir dos dies després de caure per una finestra del segon pis. Altres versions apunten que va ser detingut a l'agost, drogat i fet servir com a pretext per organitzar un macrooperatiu contra ETA per, finalment, assassinar-lo.

## Orígens
Políticament, va començar a militar a Jarrai, organització juvenil de l'esquerra abertzale, en la qual va tenir responsabilitats polítiques a escala territorial de Guipúscoa. El 1983, quan tenia disset anys, va ser detingut per la Guàrdia Civil espanyola i posat en llibertat poc després. El 1991, després d'un acte de sabotatge, va marxar del País Basc del Sud per passar al País Basc del Nord, de manera que va travessar la frontera entre Espanya i França, malgrat que la policia el perseguia. Un cop a destí es va oficialitzar el seu ingrés a Euskadi Ta Askatasuna (ETA).

## Detenció i mort
El 13 de juliol de 1993 es va informar de la localització d'un zulo d'ETA a les muntanyes dels voltants de Laudio i, el 31 de juliol, la Policia espanyola es va presentar a casa de Kalparsoro, però no el van trobar. El 24 de setembre, però, va ser detingut per la Policia Municipal de Durango, després de ser sorprès per una dona quan intentava robar una furgoneta. Els agents municipals van declarar, posteriorment, que el detingut mantenia un comportament «estrany». En el calabós municipal va manifestar que era militant d'ETA i va demanar als agents que el deixessin anar. Davant la seva negativa, la va emprendre a cops de cap contra els qui estaven a prop. La metge forense que el va visitar a les dependències municipals va assegurar en el judici que la seva impressió va ser que anava «begut», ja que feia olor d'alcohol i no mantenia bé l'equilibri.
Instants després de la detenció va ser traslladat a la Prefectura Superior de Policia espanyola de Bilbao, situada al barri d'Indautxu. Aquell mateix dia, va caure per la finestra de la segona planta de l'edifici on es trobava detingut i va ser ingressat a la unitat de cures intensives de l'hospital de Basurtu en estat de coma. Al llarg de la detenció, Kalparsoro va restar incomunicat i, fins i tot, la seva família no el va poder veure durant el coma. Aquest fet va comportar una picabaralla a l'hospital entre familiars i policies, fins al punt que l'eurodiputat d'Herri Batasuna Karmelo Landa va presentar una demanda al jutjat de guàrdia de Bilbao. Dos dies després, el 26 de setembre, va ser declarat mort.
El Govern Civil de Biscaia va assegurar que Kalparsoro s'havia fet tot de lesions al cos per la caiguda, especialment quan es va intentar agafar als cables fixats de la façana exterior. Davant l'errada policial, ETA va fer pública una carta acusant la policia d'«haver detingut, segrestat i matat a Anuk». Paral·lelament, les Gestores Pro Amnistia van impulsar la via judicial.

## Procés judicial
La família de la víctima va presentar denúncia al Jutjat d'instrucció de Bilbao amb la magistrada Maria Soledad Alejandre Demenech com a titular. En el judici posterior, l'acusació popular va anar a compte de l'Associació contra la Tortura (TAT) i l'Ajuntament de Zumaia i es van sol·licitar quatre anys de presó i sis d'inhabilitació per a cadascun dels quatre policies acusats, a més de 25 milions de pessetes (150.000 €) d'indemnització. Al seu torn, el ministeri fiscal no va presentar acusació contra els agents.
En segona instància, la Secció Primera de l'Audiència Provincial de Bilbao va condemnar als comissaris del Cos de Policia espanyola, Mauricio Pastor i Manuel Álvarez, a sengles penes de sis mesos de presó en considerar-los autors d'un delicte d'imprudència temerària amb resultat de mort. La sentència també va suspendre als dos comandaments policials en l'exercici de les seves funcions durant el temps de condemna, així com a pagar una indemnització de 6.250.000 pessetes (37.650 €) a la mare del mort, pels danys i perjudicis causats. Uns altres dos policies imputats van ser absolts. La família i les amistats de la víctima van continuar litigant perquè s'esclarissin els fets succeïts. La sentència mencionava que els policies no tenien intenció de causar mal al detingut i que no van considerar probable que el detingut saltés per una finestra situada en el segon pis, a uns vuit metres del carrer. Tanmateix, els agents van recórrer contra la sentència al Tribunal Suprem espanyol i aquest va rebaixar la condemna a una simple falta.

## Homenatge

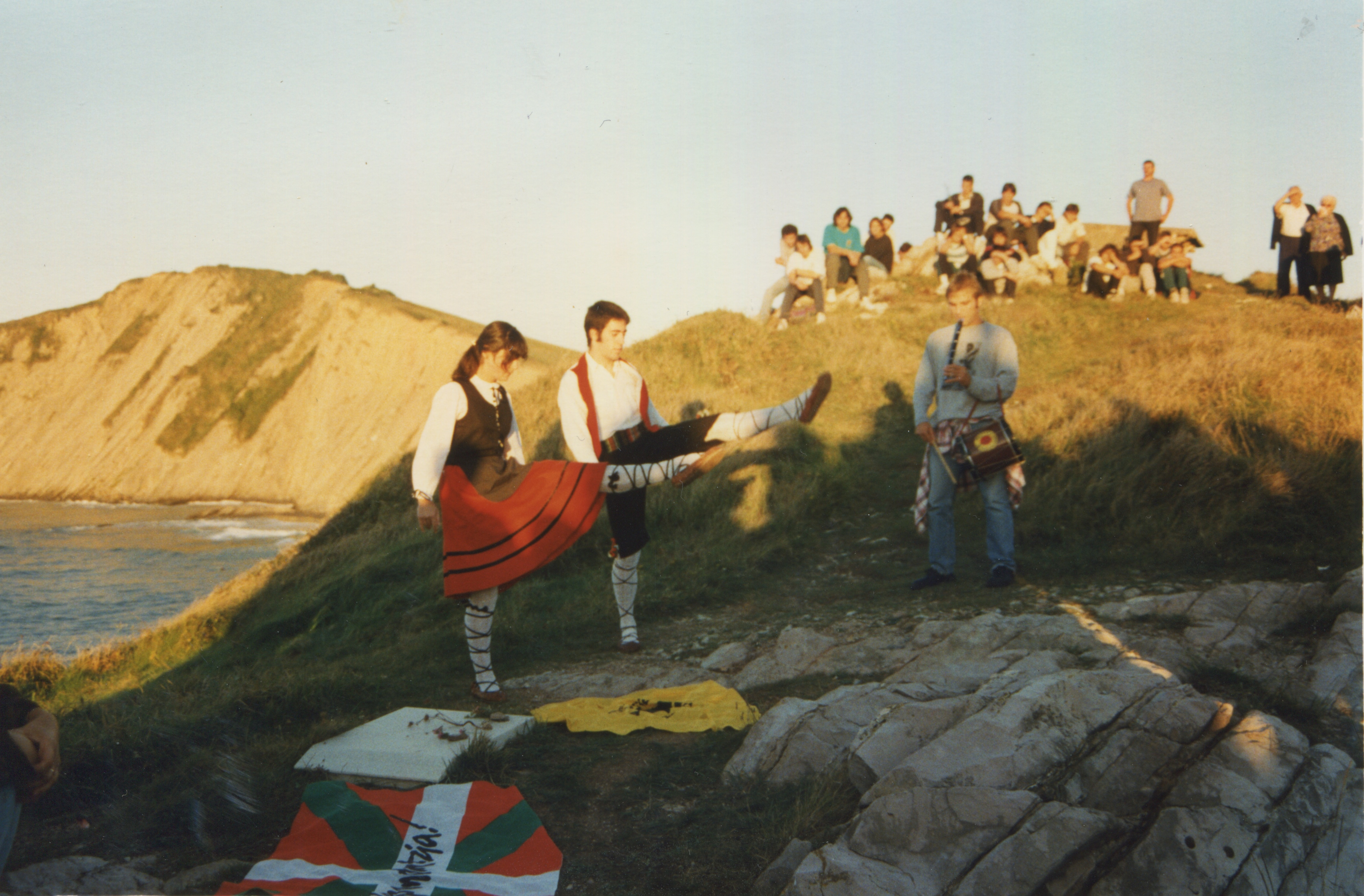
Homenatge a Zumaia (1995)

El 29 de setembre de 2018 es va celebrar a Zumaia un acte d'homenatge quan es van complir 25 anys de la seva mort. L'acte es va desenvolupar al Teatre Aita Mari, amb el títol «Anuken egia» ('La veritat d'Anuk'), i va comptar amb música i versos de diferents artistes. Entre els polítics presents s'hi va trobar Julen Arzuaga, Arnaldo Otegi i el secretari general de Sortu, Arkaitz Rodríguez. En la seva presa de paraula, Rodríguez va recordar que no acceptaven un relat únic de la història del problema basc, perquè «la responsabilitat de l'ocorregut no és només de l'esquerra abertzale». Per a finalitzar, va reclamar també «explicacions al PNB i al Govern Basc».